# Seznam představitelů Trutnova

Znak města Trutnova

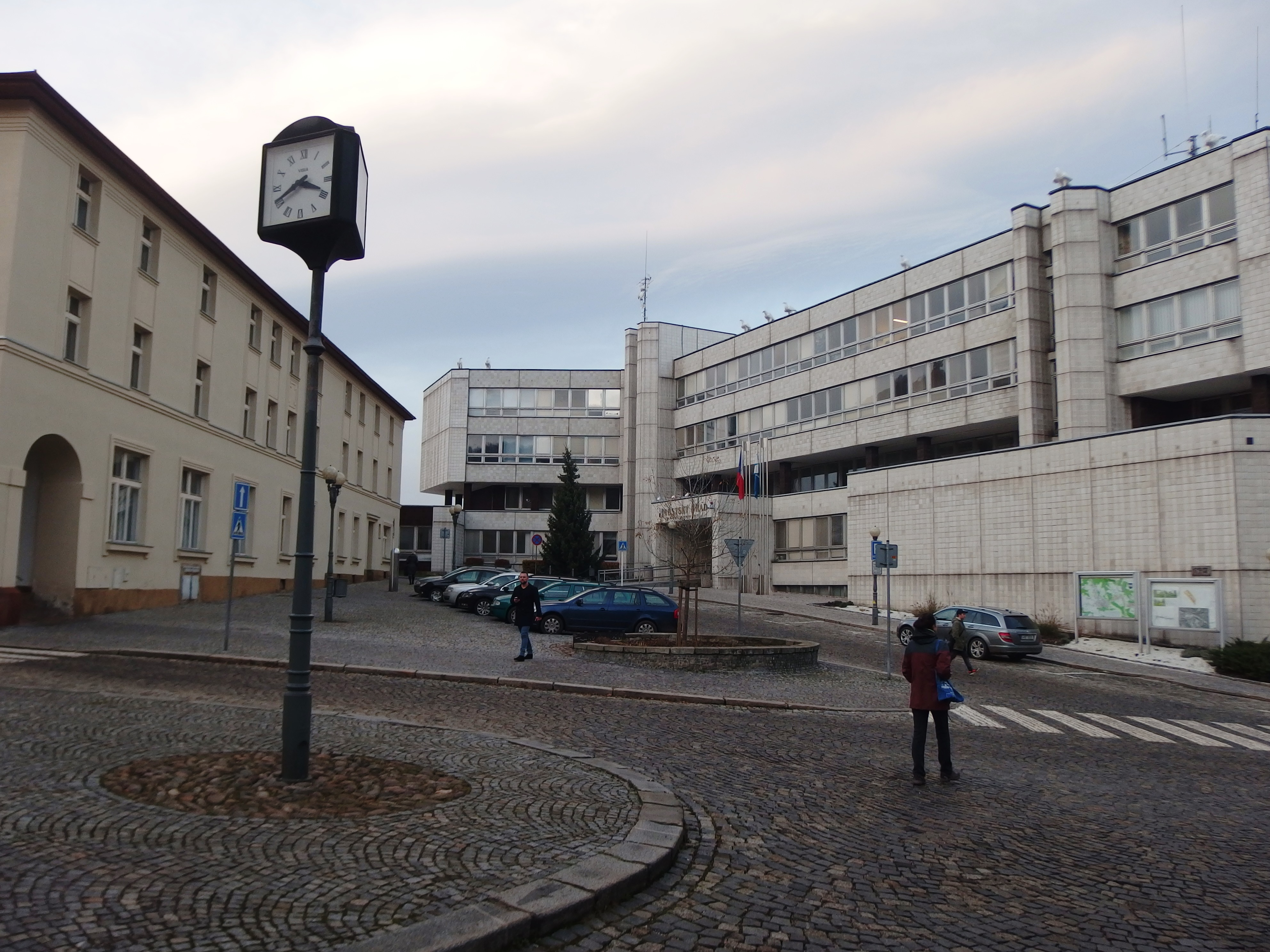
Hlavní budova městského úřadu v Trutnově vystavěná na přelomu 70. a 80. let jako sídlo OV KSČ po asanaci tzv. Dračí uličky. Mezi Trutnovany se jí přezdívá také Bílý dům či Moby Dick.

Seznam vrcholných představitelů a zastupitelů města Trutnova.

### Seznam starostů od roku 1990

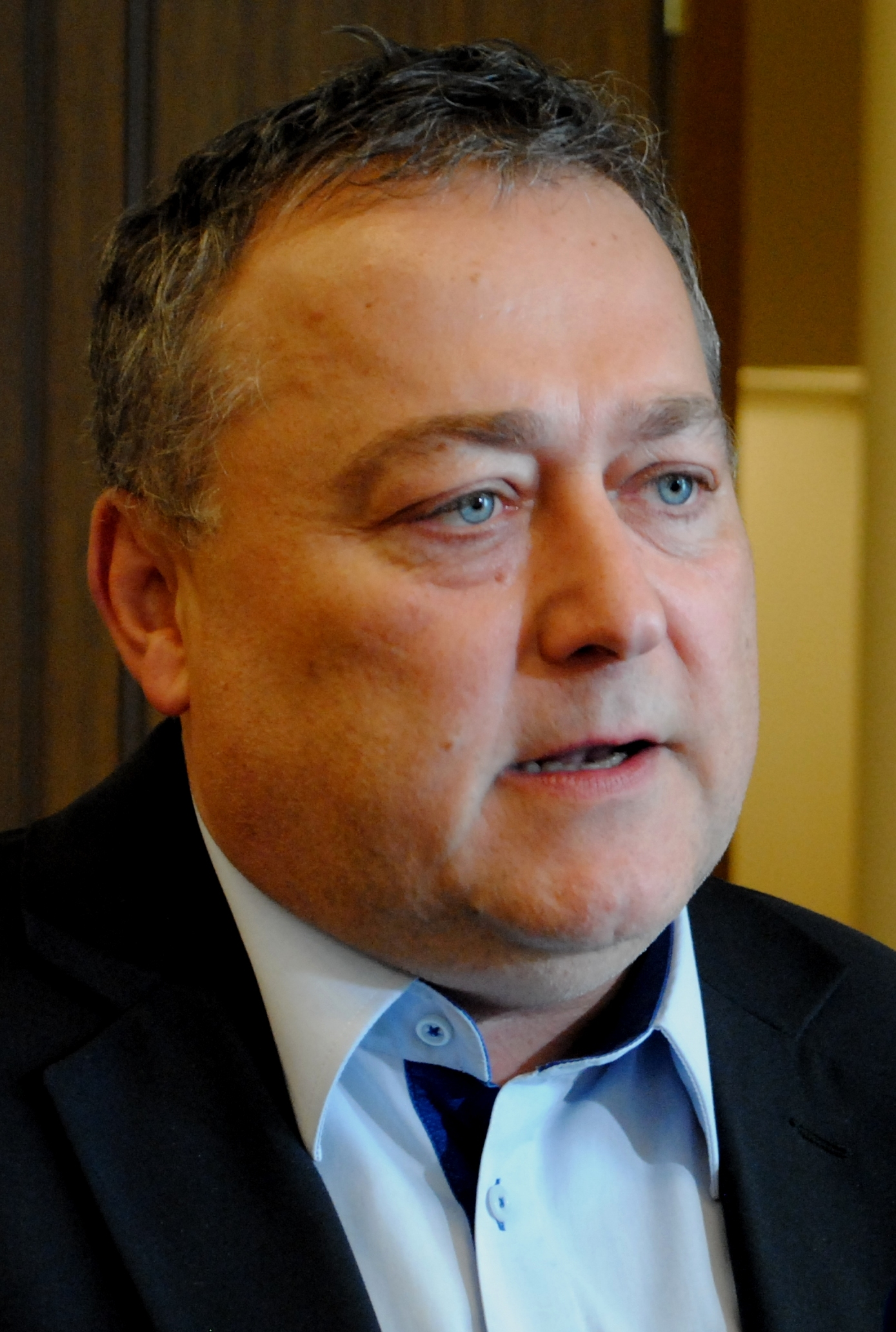
Ivan Adamec, starosta Trutnova v letech 1998-2021

## Seznam starostů Trutnova

### Seznam starostů v období Rakouského mocnářství (1850 - 1919)[1]
| #   | Jméno, příjmení a životní data | Ve funkci od | Ve funkci do | Poznámky                                                                    |
| --- | ------------------------------ | ------------ | ------------ | --------------------------------------------------------------------------- |
| 1.  | Alois Haase (1812 - 1878)      | 1850         | 1851         |                                                                             |
| 2.  | Johann Rauch (1808 - 1877)     | 1851         | 1855         |                                                                             |
| 3.  | Josef Gutsch (1799 - 1869)     | 1855         | 1861         | První funkční období                                                        |
| 4.  | Antonín Porák (1815 - 1892)    | 1861         | 1863         |                                                                             |
| 5.  | Josef Gutsch (1799 - 1869)     | 1863         | 1864         | Druhé funkční období (jako zastupující starosta)                            |
| 6.  | Hieronymus Roth (1826 - 1897)  | 1864         | 1873         |                                                                             |
| 7.  | Stefan Kopper (1822 - 1890)    | 1873         | 1884         |                                                                             |
| 8.  | Josef Franke (1825 - 1895)     | 1884         | 1887         |                                                                             |
| 9.  | Josef Flögl (1844 - 1894)      | 1887         | 1894         |                                                                             |
| 10. | Herrmann Rauch (1850 - 1920)   | 1894         | 1919         | Ve funkci zůstal až do prvních obecních voleb v Československu v roce 1919. |

### Seznam starostů v období první a druhé Československé republiky a za Protektorátu Čechy a Morava (1919 - 1945)[1][3]
| #   | Jméno, příjmení a životní data     | Ve funkci od | Ve funkci do | Poznámky             |
| --- | ---------------------------------- | ------------ | ------------ | -------------------- |
| 11. | Hieronymus Siegel (1867 - 1933)    | 1919         | 1927         | První funkční období |
| 12. | Alfons Kolbe (1882 - 1957)         | 1927         | 1931         |                      |
| 13. | Hieronymus Siegel (1867 - 1933)    | 1931         | 1933         | Druhé funkční období |
| 14. | Ferdinand Liebig (1896 - 1954)     | 1933         | 1938         |                      |
| 15. | Josef Streitenberger (1900 - 1945) | 1938         | 1945         |                      |

### Seznam nejvyšších představitelů města v poválečném a komunistickém Československu (1945 - 1990)[3][4]
| #   | Jméno, příjmení a životní data | Ve funkci od | Ve funkci do | Poznámky                                                                             |
| --- | ------------------------------ | ------------ | ------------ | ------------------------------------------------------------------------------------ |
| 16. | Ludvík Kadaník (1890 - 1953)   | 1945         | 1945         | Od 8. května do 5. června 1945 předseda Revolučního národního výboru v Trutnově.     |
| 17. | Josef Vlačiha (1889 - 1965)    | 1945         | 1946         | Od června 1945 předseda Místní správní komise, od roku 1946 předseda MNV.            |
| 18. | Josef Jíša (1912 - 1995)       | 1946         | 1948         |                                                                                      |
| 19. | Miroš Rigel (1918 - 1955)      | 1947         | 1947         | Předseda Místní správní komise krátce v roce 1947, kdy její působnost také skončila. |
| 20. | Josef Hladík (1914 - 1971)     | 1948         | 1948         |                                                                                      |
| 21. | Antonín Danda (1899 - 1978)    | 1948         | 1948         |                                                                                      |
| 22. | František Seidl (1900 - 1975)  | 1948         | 1950         |                                                                                      |
| 23. | Václav Michna (1907 - 1984)    | 1950         | 1952         |                                                                                      |
| 24. | Vilém Burdych (1900 - 1979)    | 1952         | 1954         |                                                                                      |
| 25. | Václav Anděl (1897 - 1972)     | 1954         | 1961         |                                                                                      |
| 26. | Jaroslav Šverák (1921 - 1993)  | 1961         | 1969         |                                                                                      |
| 27. | Jiří Tammer (1925 - 1997)      | 1969         | 1970         |                                                                                      |
| 28. | Miloslav Polata (1924 - 2007)  | 1970         | 1986         |                                                                                      |
| 29. | František Šmejc (*1932)        | 1986         | 1990         |                                                                                      |
| 30. | Alois Grundmann (*1953)        | 1990         | 1990         | Jako zástupce OF působil ve funkci předsedy MěNV do voleb na podzim 1990.            |

### Seznam starostů od roku 1990[4]
| #   | Jméno, příjmení a životní data  | Strana | Ve funkci od | Ve funkci do | Poznámky |
| --- | ------------------------------- | ------ | ------------ | ------------ | -------- |
| 31. | Gustav Hillebrand (1939 - 2000) | OF/ODS | 1990         | 1998         |          |
| 32. | Ivan Adamec (*1960)             | ODS    | 1998         | 2021         |          |
| 33. | Michal Rosa (*1975)             | ODS    | 2021         | dosud        |          |

## Výsledky obecních voleb v Trutnově v roce 1990
V prvních svobodných komunálních volbách po Sametové revoluci, které se odehrály v listopadu 1990 se do zastupitelstva města Trutnova dostalo celkem osm kandidujících subjektů, které si rozdělily 40 mandátů. Na mandáty nedosáhl pouze jeden politický subjekt. Jako vítěz z voleb vyšlo Občanské fórum, které si před ostatními stranami udrželo výrazný náskok. Níže jsou rozepsány zisky jednotlivých subjektů a rozdělení zastupitelských mandátů:
| OF · OF · OF · OF · OF · OF · OF · OF · OF · OF · OF · OF · OF · OF · OF · OF · OF · OF | KSČ · KSČ · KSČ · KSČ · KSČ · KSČ · KSČ · KSČ | ČSSD · ČSSD · ČSSD · ČSSD | SZ · SZ · SZ | NK · NK | ČSL · ČSL · ČSL | ČSNS | SPR-RSČ |

- Občanské fórum - 42,70 % hlasů; 18 mandátů
- Komunistická strana Československa - 18,20 % hlasů; 8 mandátů
- Československá sociální demokracie - 8,60 % hlasů; 4 mandáty
- Strana zelených - 9,40 % hlasů; 3 mandáty
- Nezávislí kandidáti - 8,10 % hlasů; 2 mandáty
- Československá strana lidová - 5,60 % hlasů; 3 mandáty
- Československá strana socialistická - 4,10 % hlasů; 1 mandát
- Sdružení pro republiku – Republikánská strana Československa - 2,90 % hlasů; 1 mandát
- Politické hnutí členů JZD - 0,10 % hlasů; 0 mandátů

Starostou města byl zvolen kandidát OF Gustav Hillebrand, který post obhájil i v následujících volbách v roce 1994, a to už jako lídr kandidátky ODS. V funkci vystřídal posledního předsedu MNV Aloise Grundmanna, který za Občanské fórum funkci vykonával po několik měsíců roku 1990.

## Seznam zastupitelů Trutnova

### Seznam zastupitelů ve volebním období 1994 - 1998
Po komunálních volbách v listopadu 1994 se do zastupitelstva dostali zástupci devíti kandidujících subjektů:
| ODS · ODS · ODS · ODS · ODS · ODS · ODS · ODS · ODS · ODS · ODS | Koalice ČSSD, SD(OH) · Koalice ČSSD, SD(OH) · Koalice ČSSD, SD(OH) · Koalice ČSSD, SD(OH) · Koalice ČSSD, SD(OH) | Sdružení KSČM, NK · Sdružení KSČM, NK · Sdružení KSČM, NK · Sdružení KSČM, NK · Sdružení KSČM, NK | Koalice ODA, DEU · Koalice ODA, DEU · Koalice ODA, DEU · Koalice ODA, DEU | KDU-ČSL · KDU-ČSL | SZ · SZ | DŽJ · DŽJ | Koalice SPR-RSČ, SDČR | SDL |

- Občanská demokratická strana - 32,38 % hlasů; 11 mandátů
- Koalice ČSSD, SD(OH) - 15,25 % hlasů; 5 mandátů
- Sdružení KSČM, NK - 14,36 % hlasů; 5 mandátů
- Koalice ODA, DEU - 11,71 % hlasů; 4 mandáty
- Křesťanská a demokratická unie - Československá strana lidová - 7,26 % hlasů; 2 mandáty
- Strana zelených - 7,19 % hlasů; 2 mandáty
- Důchodci za životní jistoty - 4,47 % hlasů; 2 mandáty
- Koalice SPR-RSČ, SDČR - 3,32 % hlasů; 1 mandát
- Strana demokratické levice - 3,17 % hlasů; 1 mandát

Na mandáty nedosáhly zbylé dva kandidující subjekty:
- Liberální strana národně sociální - 0,76 % hlasů
- Českomoravská strana středu - 0,12 % hlasů

Starostou byl zvolen lídr kandidátky ODS Gustav Hillebrand. V roce 1994 se stal také poprvé místostarostou Tomáš Hendrych, který tuto funkci zastává dodnes. Následuje seznam zvolených zastupitelů města Trutnova platný ke dni vyhlášení výsledků voleb:
| Subjekt               | Zvolení zastupitelé |
| --------------------- | --- |
| ODS                   | Ivan Adamec, Jiří David, Jindřiška Greňová, Gustav Hillebrand, Jan Chaloupský, Jaroslav Chvoj, Jozef Kochan, Jiří Paták, Miloslav Rada, Jiří Vambera, Tomáš Voborník |
| Koalice ČSSD, SD(OH)  | Rostislav Čevela, Luboš Kasper, Josef Štych, Pavel Trpák, Vladimír Wolf                                                                                              |
| Sdružení KSČM, NK     | Zdeněk Horský, Miroslav Kolman, Miroslav Petira, Vlastimil Prouza, Zdeněk Trobl                                                                                      |
| Koalice ODA, DEU      | Tomáš Hendrych, Karel Horák, Jiří Sombota, Pavel Tomek |
| KDU-ČSL               | Zdeněk Géc, Jan Vojáček |
| SZ                    | Hana Cermánková, Vladimír Holubec |
| DŽJ                   | Hana Janoušková, Zdeněk Martinec |
| Koalice SPR-RSČ, SDČR | Jaromír Dřízal |
| SDL                   | Jaroslav Brychta |

### Seznam zastupitelů ve volebním období 1998 - 2002
Po volbách v roce 1998 zasedly v trutnovském zastupitelstvu následující subjekty:
| ODS · ODS · ODS · ODS · ODS · ODS | ČSSD · ČSSD · ČSSD · ČSSD · ČSSD · ČSSD | KSČM · KSČM · KSČM · KSČM | US · US · US | SNK - místní sdružení celkem · SNK - místní sdružení celkem · SNK - místní sdružení celkem | Volba pro město · Volba pro město · Volba pro město | Sdružení DŽJ, OS, NK · Sdružení DŽJ, OS, NK | KDU-ČSL · KDU-ČSL | DEU | Živnostenská strana | NEZÁVISLÍ | SZ |

- Občanská demokratická strana - 18,91 % hlasů; 6 mandátů
- Česká strana sociálně demokratická - 17,77 % hlasů; 6 mandátů
- Komunistická strana Čech a Moravy - 11,40 % hlasů; 4 mandáty
- Unie svobody - 9,58 % hlasů; 3 mandáty
- Sdružení nezávislých kandidátů - místní sdružení celkem - 9,56 % hlasů; 3 mandáty
- Volba pro město - 8,58 % hlasů; 3 mandáty
- Sdružení DŽJ, OS, NK - 4,55 % hlasů; 2 mandáty
- Křesťanská a demokratická unie - Československá strana lidová - 4,49 % hlasů; 2 mandáty
- Demokratická unie - 4,06 % hlasů; 1 mandát
- Živnostenská strana - 3,94 % hlasů; 1 mandát
- NEZÁVISLÍ - 2,84 % hlasů; 1 mandát
- Strana zelených - 1,62 % hlasů; 1 mandát

Na mandáty nedosáhly následující kandidující subjekty:
- Česká strana národně sociální - 1,48 % hlasů
- Sdružení pro republiku – Republikánská strana Československa - 1,23 % hlasů

Novým starostou se stal lídr kandidátky ODS a dosavadní ředitel ZŠ Komenského Trutnov Ivan Adamec, který od té doby vyhrál všechny volby a zastává post starosty až dosud. Křeslo místostarosty obhájil Tomáš Hendrych (Volba pro město), na pozici místostarostky byla po těchto volbách poprvé zvolena také Hana Horynová, která funkci vykonávala až do roku 2018. Dále následuje seznam zastupitelů platný ke dni vyhlášení výsledků voleb:
| Subjekt              | Zvolení zastupitelé                                                                        |
| -------------------- | ------------------------------------------------------------------------------------------ |
| ODS                  | Ivan Adamec, Jindřiška Greňová, Jozef Kochan, Jiří Sombota, Michal Šubrt, Jiří Vambera     |
| ČSSD                 | Rostislav Čevela, Josef Hübl, Petr Jiránek, Eduard Lukáš, Drahoslava Lukášová, Pavel Trpák |
| KSČM                 | Miroslav Kolman, Miroslav Petira, Vlastimil Prouza, Jitka Vostrovská                       |
| US                   | Jiří Blecha, Jiří David, Martin Limburský                                                  |
| SNK                  | Alois Grundmann, Hana Horynová, Martin Vokatý                                              |
| Volba pro město      | Tomáš Hendrych, Petr Přívratský, Pavel Tomek                                               |
| Sdružení DŽJ, OS, NK | Josef Štych, Vladimír Wolf                                                                 |
| KDU-ČSL              | Zdeněk Géc, Radomír Matyska                                                                |
| DEU                  | Karel Vašíček                                                                              |
| ŽS                   | Alena Hůlková                                                                              |
| NEZÁVISLÍ            | Milan Lhoták                                                                               |
| SZ                   | Vladimír Holubec                                                                           |

### Seznam zastupitelů ve volebním období 2002 - 2006
Po volbách v listopadu 2002 se do trutnovského zastupitelstva dostaly následující politické strany:
| Koalice (23)                                                                | Koalice (23)                                                                              | Koalice (23)                                                          | Koalice (23)    | Opozice (10)                            | Opozice (10)              |
| ODS · ODS · ODS · ODS · ODS · ODS · ODS · ODS · ODS · ODS · ODS · ODS · ODS | Sdružení nezávislých · Sdružení nezávislých · Sdružení nezávislých · Sdružení nezávislých | Volba pro město · Volba pro město · Volba pro město · Volba pro město | US-DEU · US-DEU | ČSSD · ČSSD · ČSSD · ČSSD · ČSSD · ČSSD | KSČM · KSČM · KSČM · KSČM |

- Občanská demokratická strana - 30,85 % hlasů; 13 mandátů
- Česká strana sociálně demokratická - 16,36 % hlasů; 6 mandátů
- Sdružení nezávislých - 11,32 % hlasů; 4 mandáty
- Komunistická strana Čech a Moravy - 11,21 % hlasů; 4 mandáty
- Volba pro město - 11,15 % hlasů; 4 mandáty
- Unie svobody – Demokratická unie - 6,62 % hlasů; 2 mandáty

Pětiprocentní uzavírací klauzuli nutnou pro vstup do zastupitelstva nepřekonaly:
- NEZÁVISLÍ - 4,37 % hlasů
- Křesťanská a demokratická unie - Československá strana lidová - 4,30 % hlasů
- Trutnov 21 - 3,84 % hlasů
- Strana za životní jistoty - 1,87 % hlasů

Koalici uzavřela čtveřice stran ODS, Sdružení nezávislých, Volba pro město a US-DEU, která měla v zastupitelstvu většinu 23 ze 33 hlasů. Starostou byl znovuzvolen Ivan Adamec (ODS), na postech místostarostů nadále setrvali Hana Horynová (Sdružení nezávislých) a Tomáš Hendrych (Volba pro město). Níže následuje seznam zvolených zastupitelů k datu zveřejnění výsledků voleb:
| Subjekt             | ODS | ČSSD                                                                                             | Sdružení nezávislých                                             | KSČM                                                                   | Volba pro město                                                   | US-DEU                     |
| ------------------- | --- | ------------------------------------------------------------------------------------------------ | ---------------------------------------------------------------- | ---------------------------------------------------------------------- | ----------------------------------------------------------------- | -------------------------- |
| Zvolení zastupitelé | - Ivan Adamec - Jiří Cita - Radek Fiebinger - Jindřiška Greňová - Jozef Kochan - Lumír Labík - Jiří Paták - Karel Rada - Věra Šiková - Michal Šubrt - Zuzana Trösterová - Jiří Vambera - Martin Veselý | - Roman Hásek - Josef Hübl - Jaroslav Kužel - Eduard Lukáš - Jaroslava Maršíková - Roman Žatecký | - Hana Horynová - Milan Lhoták - Ivan Tancibudek - Martin Vokatý | - Blanka Bubnová - Zdeněk Horský - Vlastimil Prouza - Jitka Vostrovská | - Karel Červíček - Tomáš Hendrych - Petr Přívratský - Petr Skokan | - Jiří Blecha - Jiří David |

### Seznam zastupitelů ve volebním období 2006 - 2010
Po volbách v říjnu 2006 se do trutnovského zastupitelstva dostaly následující politické subjekty:
| Koalice (24)                                                                      | Koalice (24) | Koalice (24)             | Koalice (24) | Opozice (9)                      | Opozice (9)               |
| ODS · ODS · ODS · ODS · ODS · ODS · ODS · ODS · ODS · ODS · ODS · ODS · ODS · ODS | Volba pro město Trutnov · Volba pro město Trutnov · Volba pro město Trutnov · Volba pro město Trutnov · Volba pro město Trutnov | SNK ED · SNK ED · SNK ED | SZ · SZ      | ČSSD · ČSSD · ČSSD · ČSSD · ČSSD | KSČM · KSČM · KSČM · KSČM |

- Občanská demokratická strana - 39,13 % hlasů; 14 mandátů
- Česká strana sociálně demokratická - 15,09 % hlasů; 5 mandátů
- Volba pro město - 13,57 % hlasů; 5 mandátů
- Komunistická strana Čech a Moravy - 11,58 % hlasů; 4 mandáty
- SNK Evropští demokraté - 8,01 % hlasů; 3 mandáty
- Strana zelených - 6,64 % hlasů; 2 mandáty

Pětiprocentní klauzuli nutnou pro vstup do zastupitelstva nepřekročily:
- TRUTNOVÁCI - 4,61 % hlasů
- Křesťanská a demokratická unie - Československá strana lidová - 3,70 % hlasů
- Strana zdravého rozumu - 2,45 % hlasů

Čtyřčlenná koalice ODS, Volba pro město, SNK Evropští demokraté a Strana zelených disponovala v zastupitelstvu 24 ze 33 mandátů. Starostou byl zvolen Ivan Adamec (ODS), místostarosty pak Tomáš Hendrych (Volba pro město) a Hana Horynová (SNK Evropští demokraté). Místa v radě města si strany rozdělily v poměru 6 : 3 : 1 : 1. Složení zastupitelstva bylo následující:
| Subjekt             | ODS | ČSSD                                                                        | Volba pro město                                                                     | KSČM                                                              | SNK ED                                         | SZ                                    |
| ------------------- | --- | --------------------------------------------------------------------------- | ----------------------------------------------------------------------------------- | ----------------------------------------------------------------- | ---------------------------------------------- | ------------------------------------- |
| Zvolení zastupitelé | - Ivan Adamec - Jindřiška Greňová - Michal Janoušek - Jan Karpíšek - Jozef Kochan - Lumír Labík - Martin Mečíř - Jiří Paták - Karel Rada - Simona Rongeová - Michal Rosa - Michal Šubrt - Zuzana Trösterová - Martin Veselý | - Roman Hásek - Josef Hübl - Jaroslav Kužel - Vladimír Wolf - Roman Žatecký | - Karel Červíček - Tomáš Hendrych - Petr Přívratský - Vladislav Sauer - Petr Skokan | - Blanka Bubnová - Jan Hornych - Zdeněk Horský - Vlastimil Prouza | - Hana Horynová - Milan Lhoták - Martin Vokatý | - Kateřina Hejnicová - Luďka Tomešová |
| Náhradníci          | - Petr Vanžura - Lukáš Vysoudil |                                                                             |                                                                                     |                                                                   |                                                |                                       |

### Seznam zastupitelů ve volebním období 2010 - 2014
Po volbách v říjnu 2010 se do trutnovského zastupitelstva dostaly následující subjekty:
| Koalice (22)                                                                      | Koalice (22)                                                          | Koalice (22)                                                                              | Opozice (11)                     | Opozice (11)              | Opozice (11)    |
| ODS · ODS · ODS · ODS · ODS · ODS · ODS · ODS · ODS · ODS · ODS · ODS · ODS · ODS | Volba pro město · Volba pro město · Volba pro město · Volba pro město | SDRUŽENÍ PRO TRUTNOV · SDRUŽENÍ PRO TRUTNOV · SDRUŽENÍ PRO TRUTNOV · SDRUŽENÍ PRO TRUTNOV | ČSSD · ČSSD · ČSSD · ČSSD · ČSSD | KSČM · KSČM · KSČM · KSČM | TOP 09 · TOP 09 |

- Občanská demokratická strana - 37,65 % hlasů; 14 mandátů
- Česká strana sociálně demokratická - 15,66 % hlasů; 5 mandátů
- Volba pro město Trutnov - 11,75 % hlasů; 4 mandáty
- SDRUŽENÍ PRO TRUTNOV - 11,17 % hlasů; 4 mandáty
- Komunistická strana Čech a Moravy - 10,14 % hlasů; 4 mandáty
- TOP 09 - 5,06 % hlasů; 2 mandáty

Pětiprocentní klauzuli nutnou pro vstup do zastupitelstva nepřekročily:
- Strana zelených - 3,28 % hlasů
- Věci veřejné - 2,83 % hlasů
- Česká pirátská strana - 2,57 % hlasů
- Demokratická strana zelených - 2,11 % hlasů

V tomto volebním období fungovala koaliční spolupráce tří subjektů - ODS, Volby pro město Trutnov a SDRUŽENÍ PRO TRUTNOV. Koalice disponovala v zastupitelstvu 22 hlasy, ostatní strany s 11 hlasy skončily v opozici. Starostou se stal již počtvrté Ivan Adamec (ODS), v křeslech místostarostů pokračovali Tomáš Hendrych (Volba pro město Trutnov) a Hana Horynová (SDRUŽENÍ PRO TRUTNOV). Dalšími členy rady města Trutnova bylo zvoleno šest zastupitelů za ODS (Jan Karpíšek, Lumír Labík, Martin Mečíř, Michal Rosa, Michal Šubrt a Martin Veselý), jeden za Volbu pro město Trutnov (Petr Přívratský) a jeden za SDRUŽENÍ PRO TRUTNOV (Martin Vokatý). Zastupitelstvo v tomto volebním období zasedalo ve složení:
| Subjekt             | ODS | ČSSD                                                                    | Volba pro město Trutnov                                           | SDRUŽENÍ PRO TRUTNOV                                          | KSČM                                                             | TOP 09                        |
| ------------------- | --- | ----------------------------------------------------------------------- | ----------------------------------------------------------------- | ------------------------------------------------------------- | ---------------------------------------------------------------- | ----------------------------- |
| Zvolení zastupitelé | - Ivan Adamec - Jindřiška Greňová - Pavel Káňa - Jan Karpíšek - Rudolf Korbelář - Lumír Labík - Martin Mečíř - Jiří Paták - Daniel Rada - Simona Rongeová - Michal Rosa - Michal Šubrt - Martin Veselý - Lukáš Vysoudil | - Roman Hásek - Josef Hübl - Jaroslav Špaček - Marek Šváb - Pavel Trpák | - Karel Červíček - Tomáš Hendrych - Petr Přívratský - Petr Skokan | - Hana Horynová - Milan Lhoták - Zdeněk Švarc - Martin Vokatý | - Blanka Bubnová - Jan Hornych - Zdeněk Ondráček - Karel Potoček | - Jiří Řehůřek - Jan Vídeňský |
| Náhradníci          | |                                                                         | - Tomáš Břeň                                                      |                                                               |                                                                  |                               |

### Seznam zastupitelů ve volebním období 2014 - 2018
Po volbách v říjnu 2014 se do trutnovského zastupitelstva dostaly následující subjekty:
| Koalice (18)                                              | Koalice (18)                                                                | Koalice (18)                                                       | Koalice (18)    | Opozice (15)                | Opozice (15)              | Opozice (15)                                                                                              | Opozice (15)       |
| ODS · ODS · ODS · ODS · ODS · ODS · ODS · ODS · ODS · ODS | Volba pro město Trutnov · Volba pro město Trutnov · Volba pro město Trutnov | Sdružení pro Trutnov · Sdružení pro Trutnov · Sdružení pro Trutnov | TOP 09 · TOP 09 | ANO · ANO · ANO · ANO · ANO | ČSSD · ČSSD · ČSSD · ČSSD | Žít v Trutnově - SZ, LES a Piráti · Žít v Trutnově - SZ, LES a Piráti · Žít v Trutnově - SZ, LES a Piráti | KSČM · KSČM · KSČM |

- Občanská demokratická strana - 29,15 % hlasů; 10 mandátů
- ANO 2011 - 14,32 % hlasů; 5 mandátů
- Česká strana sociálně demokratická - 12,73 % hlasů; 4 mandáty
- Žít v Trutnově - SZ, LES a Piráti - 9,36 % hlasů; 3 mandáty
- Sdružení pro Trutnov - 9,18 % hlasů; 3 mandáty
- Komunistická strana Čech a Moravy - 8,98 % hlasů; 3 mandáty
- Volba pro město Trutnov - 8,57 % hlasů; 3 mandáty
- TOP 09 - 5,33 % hlasů; 2 mandáty

Pětiprocentní klauzuli nutnou pro vstup do zastupitelstva nepřekročil pouze jeden politický subjekt:
- Úsvit přímé demokracie s podporou politické strany Domov - 2,42 % hlasů

Po volbách vznikla koalice čtyř subjektů - ODS, Volba pro město Trutnov, Sdružení pro Trutnov a TOP 09, která se opírala o podporu 18 ze 33 zastupitelů. Oproti předchozím volebním obdobím se nezměnilo nejužší vedení radnice. Starostou byl opět zvolen Ivan Adamec (ODS), na pozice místostarostů Hana Horynová (Sdružení pro Trutnov) a Tomáš Hendrych (Volba pro město Trutnov). Dalšími členy rady se pak stali Pavel Káňa, Libor Kasík, Jozef Kochan, Martin Mečíř a Michal Šubrt (všichni ODS), dále Petr Skokan (Volba pro město Trutnov), Petr Horčička (Sdružení pro Trutnov) a Silvie Šidáková (TOP 09). Městské zastupitelstvo o 33 členech pracovalo v následujícím složení:
| Subjekt             | ODS | ANO 2011                                                                   | ČSSD                                                  | Žít v Trutnově                                    | Sdružení pro Trutnov                           | KSČM                                                | Volba pro město Trutnov                          | TOP 09                           |
| ------------------- | --- | -------------------------------------------------------------------------- | ----------------------------------------------------- | ------------------------------------------------- | ---------------------------------------------- | --------------------------------------------------- | ------------------------------------------------ | -------------------------------- |
| Zvolení zastupitelé | - Ivan Adamec - Marcela Čížková - Simona Horná - Pavel Káňa - Libor Kasík - Jozef Kochan - Martin Mečíř - Daniel Rada - Michal Rosa - Michal Šubrt | - Ivana Duffová - Roman Chromý - Milan Kout - Petr Ondráško - Jiří Šedivec | - Zdeněk Géc - Roman Hásek - Marek Šváb - Pavel Trpák | - Jaroslav Andrle - Martin Jiránek - Petr Sobotka | - Petr Horčička - Hana Horynová - Milan Lhoták | - Blanka Bubnová - Zdeněk Ondráček - Iva Řezníčková | - Tomáš Hendrych - Vladislav Sauer - Petr Skokan | - Jiří Řehůřek - Silvie Šidáková |
| Náhradníci          | - Jiří Paták | - Antonín Vajcík                                                           | - Jaroslav Špaček                                     |                                                   |                                                |                                                     | - Petr Přívratský                                |                                  |

### Seznam zastupitelů ve volebním období 2018 - 2022
Po volbách v říjnu 2018 se do trutnovského zastupitelstva dostaly následující subjekty:
| Koalice (21)                                                          | Koalice (21)                                                                      | Koalice (21)                                                                | Koalice (21)                                                                | Opozice (12)                      | Opozice (12)                                                      | Opozice (12) |
| ODS · ODS · ODS · ODS · ODS · ODS · ODS · ODS · ODS · ODS · ODS · ODS | Piráti a nezávislí · Piráti a nezávislí · Piráti a nezávislí · Piráti a nezávislí | Volba pro město Trutnov · Volba pro město Trutnov · Volba pro město Trutnov | Sdružení pro Trutnov s podporou STAN · Sdružení pro Trutnov s podporou STAN | ANO · ANO · ANO · ANO · ANO · ANO | Žít v Trutnově · Žít v Trutnově · Žít v Trutnově · Žít v Trutnově | KSČM · KSČM  |

- Občanská demokratická strana - 29,67 % hlasů; 12 mandátů
- ANO 2011 - 15,81 % hlasů; 6 mandátů
- Piráti a nezávislí - 11,42 % hlasů; 4 mandáty
- Žít v Trutnově (koalice Zelení, LES a nezávislí) - 9,63 % hlasů; 4 mandáty
- Volba pro město Trutnov - 7,88 % hlasů; 3 mandáty
- Sdružení pro Trutnov s podporou hnutí STAN - 6,66 % hlasů; 2 mandáty
- Komunistická strana Čech a Moravy - 5,97 % hlasů; 2 mandáty

Pětiprocentní klauzuli nutnou pro vstup do zastupitelstva nepřekročily:
- ÚPA 2018 (TOP 09, KDU-ČSL a nezávislí) - 4,51 % hlasů
- Česká strana sociálně demokratická - 4,30 % hlasů
- Svoboda a přímá demokracie - 3,99 % hlasů
- Zvíře neumí říct NE, my ANO! - sdružení DSZ a NK - 0,14 % hlasů

Koalici nakonec uzavřely čtyři subjekty, a sice ODS, Piráti a nezávislí, Volba pro město Trutnov a Sdružení pro Trutnov. Tato koalice disponuje 21 ze 33 mandátů v zastupitelstvu. Ostatní politické subjekty skončily v opozici. Starostou byl již pošesté zvolen Ivan Adamec (ODS), místostarosty pak Tomáš Eichler (Piráti a nezávislí) a Tomáš Hendrych (Volba pro město Trutnov). Na pozice dalších členů rady města bylo zvoleno pět zastupitelů z ODS (Radek Horák, Pavel Káňa, Libor Kasík, Jozef Kochan a Michal Rosa), jeden za Piráty a nezávislé (Martin Jiránek), jeden za Volbu pro město Trutnov (Petr Skokan) a jeden za Sdružení pro Trutnov (Petr Horčička). Dosavadní místostarostka Hana Horynová, která byla ve funkci od roku 1998, už v těchto volbách nekandidovala. V roce 2019 Jiránka v radě i zastupitelstvu nahradila Kateřina Hůlková. V prosinci 2021 rezignoval na post starosty Ivan Adamec, který dal přednost funkci předsedy hospodářského výboru v Poslanecké sněmovně a jeho nástupcem byl 13. 12. 2021 zvolen dosavadní radní za ODS Michal Rosa. Adamec rezignoval i na post radního (nahradil ho Vladislav Sauer), mandát zastupitele si ponechal. Zastupitelstvo tedy fungovalo v následujícím složení:
| Subjekt             | ODS | ANO 2011                                                                                  | Piráti a nezávislí                                                             | Žít v Trutnově                                                   | Volba pro město Trutnov                          | Sdružení pro Trutnov           | KSČM                               |
| ------------------- | --- | ----------------------------------------------------------------------------------------- | ------------------------------------------------------------------------------ | ---------------------------------------------------------------- | ------------------------------------------------ | ------------------------------ | ---------------------------------- |
| Zvolení zastupitelé | - Ivan Adamec - Jiří David - Petr Gaisler - Radek Horák - Pavel Káňa - Libor Kasík - Jozef Kochan - Jiří Paták - Michal Rosa - Vladislav Sauer - Michal Šubrt - Lucie Špetlová | - Ivana Duffová - Zdeněk Jaďuď - Milan Kout - Petr Luhan - Petr Ondráško - Antonín Vajcík | - Ondřej Čalovka - Tomáš Eichler - Martin Jiránek - Martina Vágner - Dostálová | - Jaroslav Andrle - Robert Fajfr - Václav Javůrek - Petr Sobotka | - Tomáš Hendrych - Petr Přívratský - Petr Skokan | - Petr Horčička - Milan Lhoták | - Zdeněk Ondráček - Iva Řezníčková |
| Náhradníci          | - Juraj Sucháň | - Stanislav Friedrich - Tomáš Voborník                                                    | - Kateřina Hůlková                                                             |                                                                  |                                                  |                                |                                    |

### Seznam zastupitelů ve volebním období 2022 - 2026
Po volbách v září 2022 se do trutnovského zastupitelstva dostaly následující subjekty:
| Koalice (19)                                                    | Koalice (19)                                                                                          | Koalice (19)    | Koalice (19)                                                                | Opozice (14)                                        | Opozice (14)    | Opozice (14)                    |
| ODS · ODS · ODS · ODS · ODS · ODS · ODS · ODS · ODS · ODS · ODS | Volba pro město Trutnov · Volba pro město Trutnov · Volba pro město Trutnov · Volba pro město Trutnov | Piráti · Piráti | Sdružení pro Trutnov s podporou STAN · Sdružení pro Trutnov s podporou STAN | ANO · ANO · ANO · ANO · ANO · ANO · ANO · ANO · ANO | SPD · SPD · SPD | Žít v Trutnově · Žít v Trutnově |

- Občanská demokratická strana - 28,64 % hlasů; 11 mandátů
- ANO 2011 - 23,44 % hlasů; 9 mandátů
- Volba pro město Trutnov - 10,24 % hlasů; 4 mandáty
- Svoboda a přímá demokracie - 7,32 % hlasů; 3 mandáty
- Česká pirátská strana - 6,65 % hlasů; 2 mandáty
- Žít v Trutnově (Zelení a nezávislí) - 5,60 % hlasů; 2 mandáty
- Sdružení pro Trutnov s podporou STAN - 5,20 % hlasů; 2 mandáty

Do zastupitelstva z důvodu nízkého procentuálního zisku nepronikly:
- Komunistická strana Čech a Moravy - 3,36 % hlasů
- TOP 09, KDU-ČSL s podporou NK - 3,27 % hlasů
- PRO Trutnov - 2,66 % hlasů
- Trutnov pomáhá - 1,80 % hlasů
- MY TRUTNOV - 1,79 % hlasů

Stejně jako v předchozím volebním období vznikla koalice čtyř politických subjektů. Opět to byla ODS, Volba pro město Trutnov, Piráti a Sdružení pro Trutnov. Ostatní subjekty skončily v opozici. Vlivem mírného oslabení ODS, propadu Pirátů a naopak posílení hnutí ANO také mírně klesl počet koaličních zastupitelů, kterých je v tomto volebním období 19 z 33. Starostou zůstal Michal Rosa (ODS), posty místostarostů si udrželi Tomáš Hendrych (Volba pro město Trutnov) a Tomáš Eichler (Piráti). Byla ustavena rada města, která má společně se starostou a místostarosty celkem 11 členů, přičemž 5 postů připadlo ODS (Jozef Kochan, Pavel Káňa, Libor Kasík, Jana Křemenská, Radek Horák), 2 místa získalo Sdružení pro Trutnov (Petr Horčička a Milan Lhoták), poslední místo pak obsadila Volba pro město Trutnov (Petr Skokan). Zastupitelstvo města pracuje v následujícím složení:
| Subjekt             | ODS | ANO 2011 | Volba pro město Trutnov                                           | SPD                                        | Piráti                           | Žít v Trutnově                  | Sdružení pro Trutnov           |
| ------------------- | --- | --- | ----------------------------------------------------------------- | ------------------------------------------ | -------------------------------- | ------------------------------- | ------------------------------ |
| Zvolení zastupitelé | - Ivan Adamec - Jiří David - Radek Horák - Pavel Káňa - Libor Kasík - Jozef Kochan - Jana Křemenská - Jiří Paták - Michal Rosa - Vladislav Sauer - Juraj Sucháň | - Zuzana Chovancová - Karel Nečas - Luboš Panny - Valerie Piskorová - Pavel Plzák - Miloslav Rohlík - Petr Švaral - Antonín Vajcík - Tomáš Voborník | - Tomáš Hendrych - Kateřina Hindráková - Libor Kacr - Petr Skokan | - Marek Hanč - Petr Kubo - Dalibor Pluskal | - Ondřej Čalovka - Tomáš Eichler | - Václav Javůrek - Petr Sobotka | - Petr Horčička - Milan Lhoták |
| Náhradníci          | - Václav Fišer | - Pavel Wagenknecht |                                                                   |                                            |                                  |                                 |                                |